# Pizzo Bianco (Alpi Pennine)
Il Pizzo Bianco (3.215 m s.l.m.) è una montagna delle Alpi del Monte Rosa nelle Alpi Pennine.

## Storia
Nel 1789 Horace-Bénédict de Saussure ne raggiunse la cima per misurare l'altezza del Monte Rosa.

## Accesso alla vetta
La montagna può essere salita partendo dal rifugio Zamboni-Zappa in circa quattro ore. Dalla vetta si gode di un ampio panorama sulla parete est del massiccio del monte Rosa.